# Instituto Nacional Estadounidense de Estándares
El Instituto Nacional Estadounidense de Estándares, más conocido como ANSI (por sus siglas en inglés: American National Standards Institute), es una organización sin fines de lucro que supervisa el desarrollo de estándares para productos, servicios, procesos y sistemas en los Estados Unidos.
ANSI es miembro de la Organización Internacional para la Estandarización (International Organization for Standardization, ISO) y de la Comisión Electrotécnica Internacional (International Electrotechnical Commission, IEC).

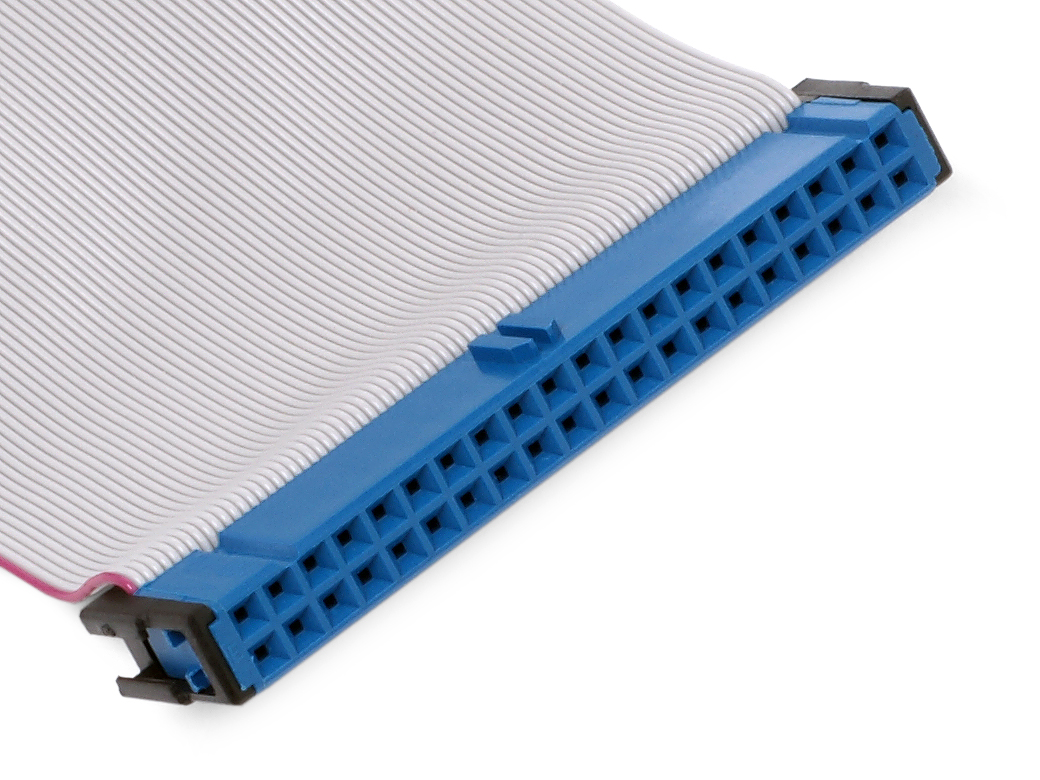
Un cable de conexión usado en el interior de ordenadores personales que sigue la norma IDE.

Teclado Dvorak, en su versión para EE.UU.

La organización también coordina estándares del país estadounidense con estándares internacionales, de tal modo que los productos de dicho país puedan usarse en todo el mundo. Por ejemplo, los estándares aseguran que la fabricación de objetos cotidianos, como pueden ser las cámaras fotográficas, se realice de tal forma que dichos objetos puedan usar complementos fabricados en cualquier parte del mundo por empresas ajenas al fabricante original. De este modo, y siguiendo con el ejemplo de la cámara fotográfica, la gente puede comprar carretes para la misma independientemente del país donde se encuentre y el proveedor del mismo.
Por otro lado, el sistema de exposición fotográfico ASA se convirtió en la base para el sistema ISO de "velocidad de película" (en inglés: film speed), el cual es ampliamente utilizado actualmente en todo el mundo.
Esta organización aprueba estándares que se obtienen como fruto del desarrollo de tentativas de estándares (borradores) por parte de otras organizaciones, agencias gubernamentales, compañías y otras entidades. Estos estándares aseguran que las características y las prestaciones de los productos son consistentes, es decir, que la gente use dichos productos en los mismos términos y que esta categoría de productos se vea afectada por las mismas pruebas de validación y calidad.
ANSI acredita a organizaciones que realizan certificaciones de productos o de personal de acuerdo con los requisitos definidos en los estándares internacionales. Los programas de acreditación ANSI se rigen de acuerdo a directrices internacionales en cuanto a la verificación gubernamental y a la revisión de las validaciones.
La sede de la organización está en la ciudad de Washington D. C..

## Véase también

Conector de bayoneta

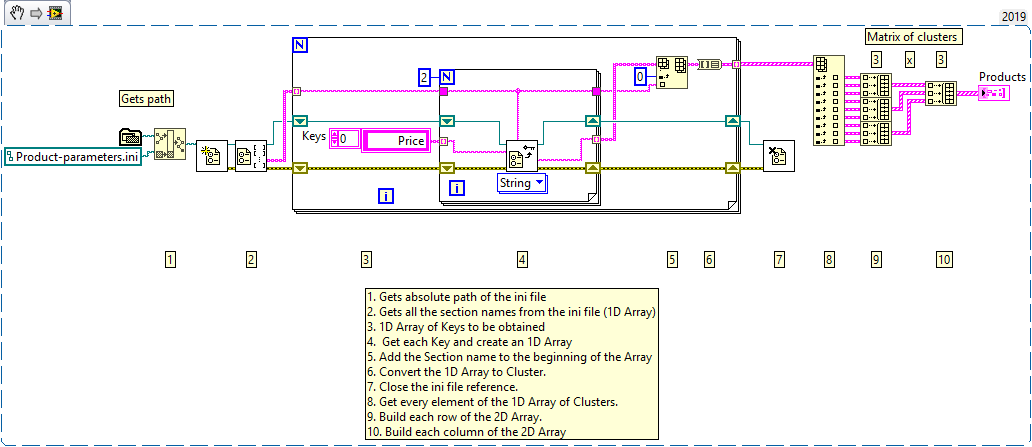
Un ejemplo de código LabView.

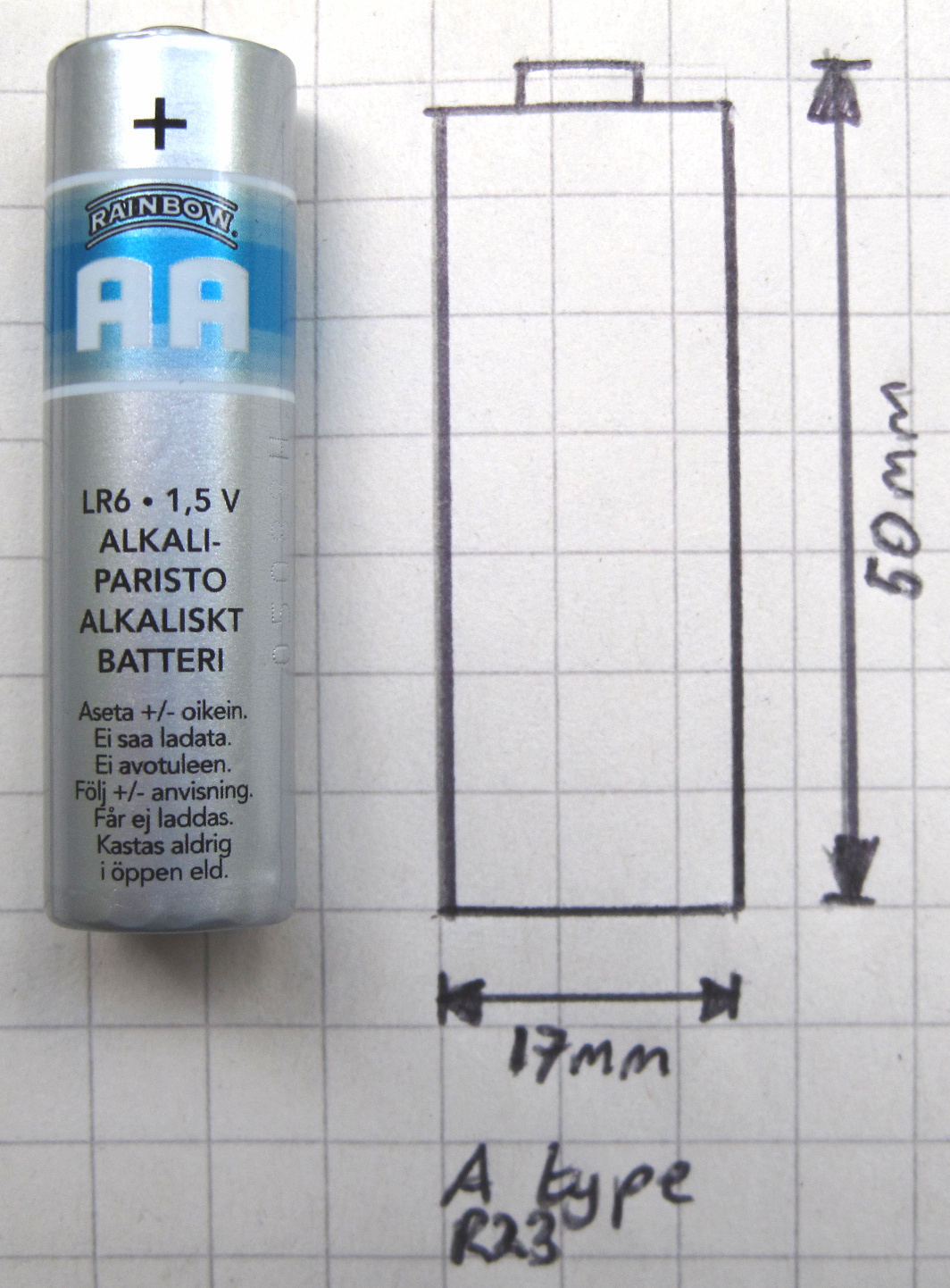
Uno de los tipos de pilas estandarizada.

## Reseña histórica
- En 1918, cinco sociedades dedicadas al mundo de la ingeniería y tres agencias gubernamentales fundaron el "Comité Estadounidense de Estándares para la Ingeniería" (en inglés: American Engineering Standards Committee, AESC).
- Este comité se convirtió más tarde, en el año 1928, en la "Asociación Estadounidense de Estándares" (en inglés: American Standards Association, ASA).
- En 1966, ASA sufrió una reorganización para convertirse en el Instituto de Estándares de los Estados Unidos de América (en inglés: the United States of America Standards Institute, USASI). El nombre tal cual lo conocemos actualmente fue adoptado en 1969.

## Proceso
Aunque el propio ANSI no elabora normas, el Instituto supervisa el desarrollo y el uso de las normas mediante la acreditación de los procedimientos de las organizaciones de elaboración de normas. La acreditación de ANSI significa que los procedimientos utilizados por las organizaciones de desarrollo de normas cumplen con los requisitos del instituto en cuanto a apertura, equilibrio, consenso y debido proceso.
El ANSI también designa normas específicas como Normas Nacionales Americanas, o ANS, cuando el Instituto determina que las normas se desarrollaron en un entorno equitativo, accesible y que responde a los requisitos de las distintas partes interesadas.
Las normas de consenso voluntario aceleran la aceptación de los productos en el mercado, al tiempo que dejan claro cómo mejorar la seguridad de esos productos para proteger a los consumidores. Hay aproximadamente 9.500 normas nacionales americanas que llevan la designación ANSI.
El proceso de las Normas Nacionales Americanas (American National Standards) implica:
- el consenso de un grupo abierto a los representantes de todas las partes interesadas
- una amplia revisión y comentarios del público sobre los proyectos de normas
- consideración y respuesta a los comentarios
- la incorporación en un proyecto de norma de los cambios presentados que cumplan los mismos requisitos de consenso
- disponibilidad de un recurso por parte de cualquier participante que alegue que no se han respetado estos principios durante el proceso de elaboración de las normas.

## Miembros
La membresía ANSI comprende organismos gubernamentales, organizaciones, corporaciones, entidades académicas, internacionales e individuos. En total, el Instituto representa los intereses de más de 125.000 empresas y 3,5 millones de profesionales.

## Actividades internacionales
Además de facilitar la formación de normas en Estados Unidos, el ANSI promueve el uso de las normas estadounidenses a nivel internacional, defiende la política y las posiciones técnicas de Estados Unidos en las organizaciones internacionales y regionales de normalización, y fomenta la adopción de normas internacionales como normas nacionales cuando procede.
El instituto es el representante oficial de Estados Unidos en las dos principales organizaciones internacionales de normalización, la Organización Internacional de Normalización (ISO), como miembro fundador, y la Comisión Electrotécnica Internacional (CEI), a través del Comité Nacional de Estados Unidos (USNC). El ANSI participa en casi todo el programa técnico tanto de la ISO como de la CEI, y administra muchos comités y subgrupos clave. En muchos casos, las normas estadounidenses se transmiten a la ISO y la CEI, a través del ANSI o el USNC, donde se adoptan total o parcialmente como normas internacionales.
La adopción de normas ISO e CEI como normas estadounidenses aumentó del 0,2% en 1986 al 15,5% en mayo de 2012.

### Paneles de normalización
El Instituto administra nueve paneles de normas:
- ANSI Homeland Defense and Security Standardization Collaborative (HDSSC) (Colaboración para la normalización de la seguridad y la defensa nacional del ANSI)
- Panel de Normas NSI de nanotecnología (ANSI-NSP)
- Panel de Normas de Prevención del Robo de Identidad y Gestión de Identidad (IDSP)
- Colaboración para la coordinación de la normalización de la eficiencia energética del ANSI (EESCC)
- Colaboración para la coordinación de normas sobre energía nuclear (NESCC)
- Panel de Normas sobre Vehículos Eléctricos (EVSP)
- Red ANSI-NAM sobre regulación química
- Panel de coordinación de normas sobre biocombustibles de ANSI
- Panel de Normas de Tecnología de la Información Sanitaria (HITSP)

Cada uno de los paneles trabaja para identificar, coordinar y armonizar normas voluntarias relevantes para estas áreas.
En 2009, ANSI y el National Institute of Standards and Technology (NIST) formaron el Nuclear Energy Standards Coordination Collaborative (NESCC). NESCC es una iniciativa conjunta para identificar y responder a la necesidad actual de normas en la industria nuclear.

## Algunos ejemplos de normas nacionales estadounidenses

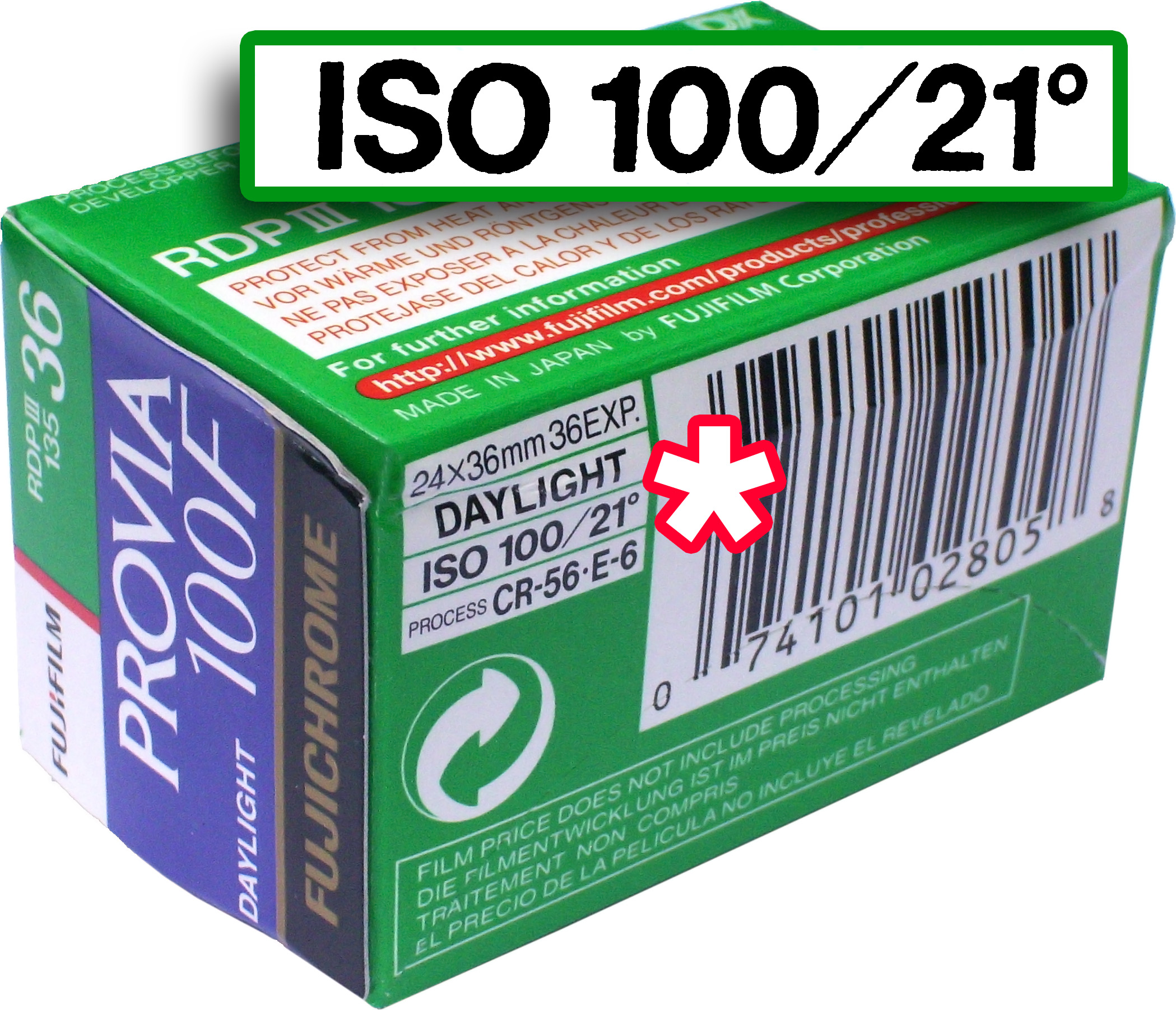
Este contenedor de película fotográfica denota su velocidad como ISO 100/21º. "ISO 100" es equivalente a la antigua velocidad ASA.)

- El sistema de exposición fotográfica ASA (American Standards Association), ya mencionado anteriormente, definido originalmente en ASA Z38.2.1 (desde 1943) y ASA PH2.5 (desde 1954), junto con el sistema DIN (DIN 4512 desde 1934), se convirtió en la base del sistema ISO (desde 1974), utilizado actualmente en todo el mundo (ISO 6, ISO 2240, ISO 5800, ISO 12232).
- El estándar para el conjunto de valores utilizados para representar caracteres en computadoras digitales. El estándar de código ANSI extendió el estándar de código de siete bits ASCII creado previamente (ASA X3.4-1963), con códigos adicionales para alfabetos europeos (véase también Extended Binary Coded Decimal Interchange Coded o EBCDIC). En el entorno del sistema operativo Microsoft Windows, la frase "ANSI" se refiere a las páginas de códigos ANSI de Windows (aunque no sean estándares ANSI).[9] La mayoría de estos son de anchura fija, aunque algunos caracteres de los ideogramas tienen una anchura variable. Dado que estos caracteres se basan en un borrador de la serie ISO-8859, algunos de los símbolos de Microsoft son visualmente muy similares a los símbolos ISO, lo que lleva a muchos a suponer erróneamente que son idénticos.

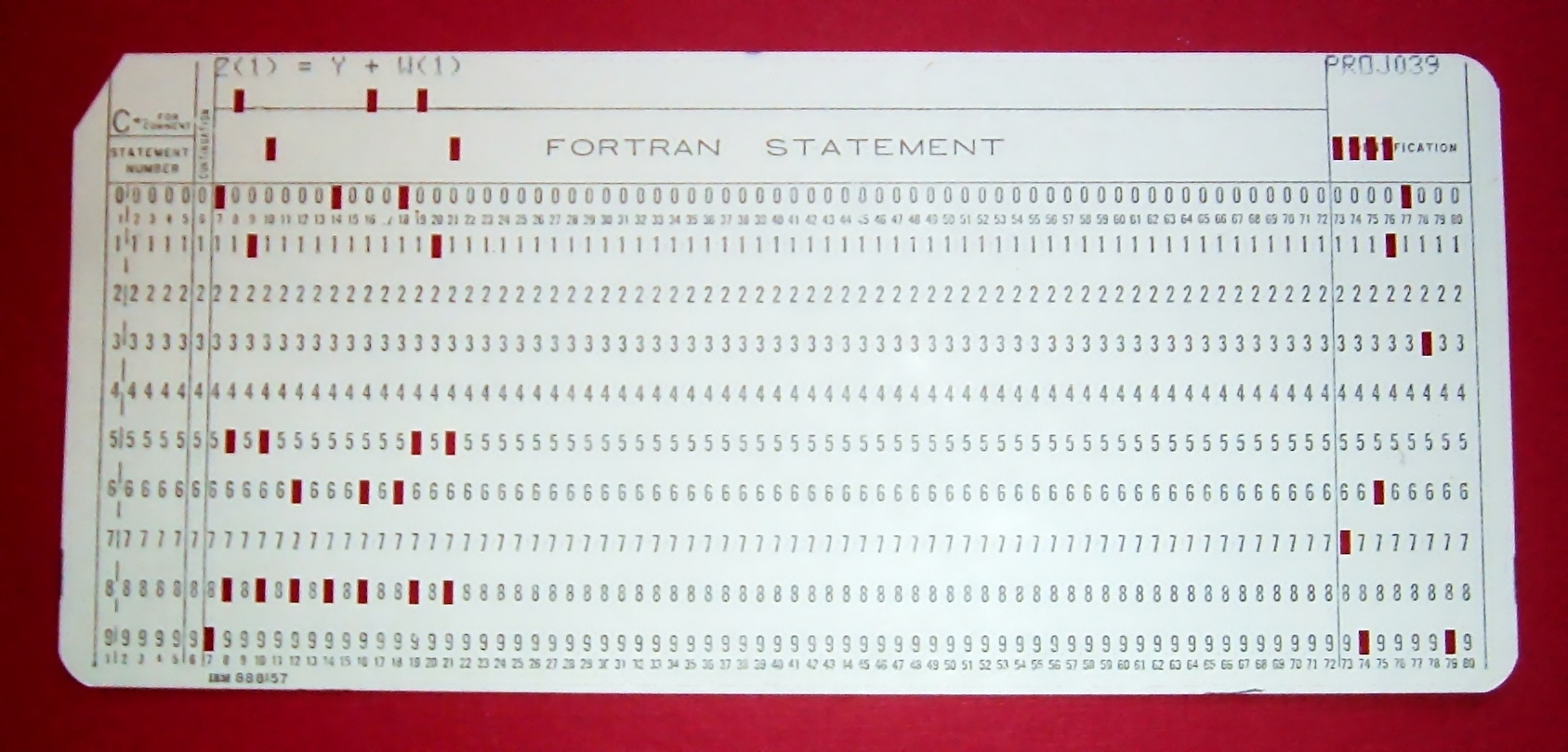
Una tarjeta perforada que contiene un programa para ejecutar en Fortran.

- El primer estándar de lenguaje de programación informática fue "American Standard Fortran" (conocido informalmente como "FORTRAN 66"), aprobado en marzo de 1966 y publicado como ASA X3.9-1966.
- El lenguaje de programación COBOL tuvo estándares ANSI en 1968, 1974 y 1985. El estándar COBOL 2002 fue emitido por ISO.
- La implementación estándar original del lenguaje de programación C se estandarizó como ANSI X3.159-1989, convirtiéndose en el conocido ANSI C.
- El comité X3J13 se creó en 1986 para formalizar la consolidación en curso de Common Lisp,[10] que culminó en 1994 con la publicación del primer estándar de programación orientada a objetos de ANSI.[11]

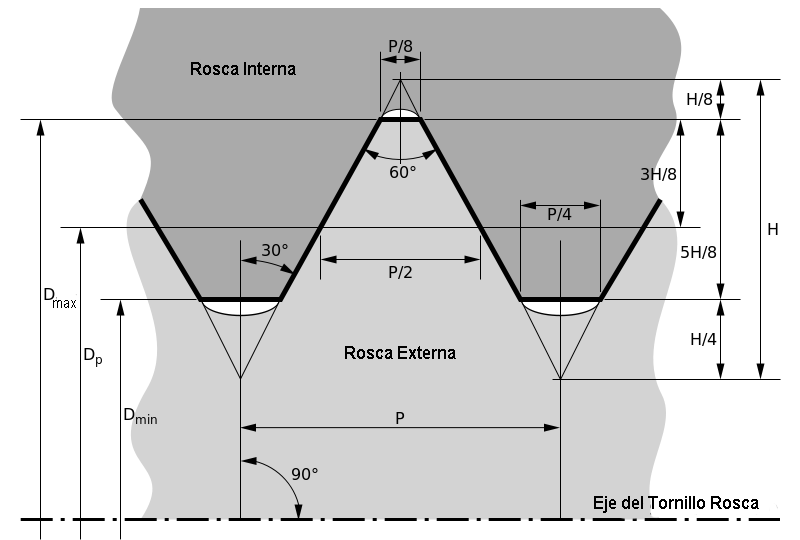
El perfil básico de todas las roscas UTS, utilizado en EE. UU. y Canadá es el mismo que el de todos los tornillos de rosca que cumplen con la norma ISO. Solo los valores comúnmente usados para Dmax y P difieren entre los dos estándares.

- Un estándar de rosca unificado popular para tuercas y tornillos es ANSI/ASME B1.1, que se definió en 1935, 1949, 1989 y 2003.
- Los estándares internacionales ANSI-NSF utilizados para cocinas comerciales, como restaurantes, cafeterías, delicatessen, etc.
- Los estándares ANSI/APSP (Association of Pool & Spa Professionals) utilizados para piscinas, spas, jacuzzis, barreras y prevención de atrapamiento por succión.

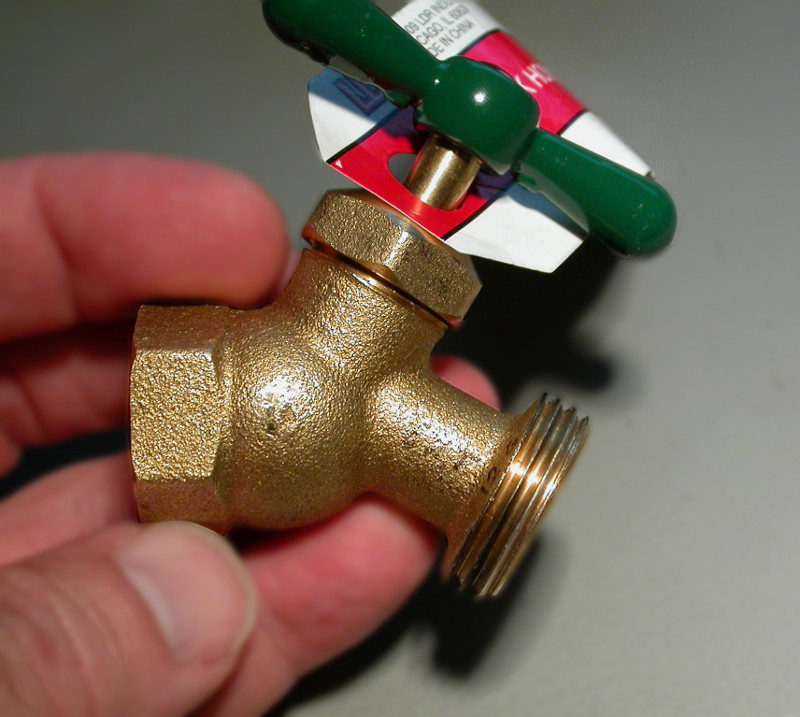
Bipp de manguera para uso residencial en jardines, rosca G1,2 según norma internacional ISO228-1 en el lado de entrada, y estándar GHT (GardenHoseThread), solo para EE. UU., en el conector de salida.

- Los estándares ANSI/HI (Hydraulic Institute) utilizados para bombas.

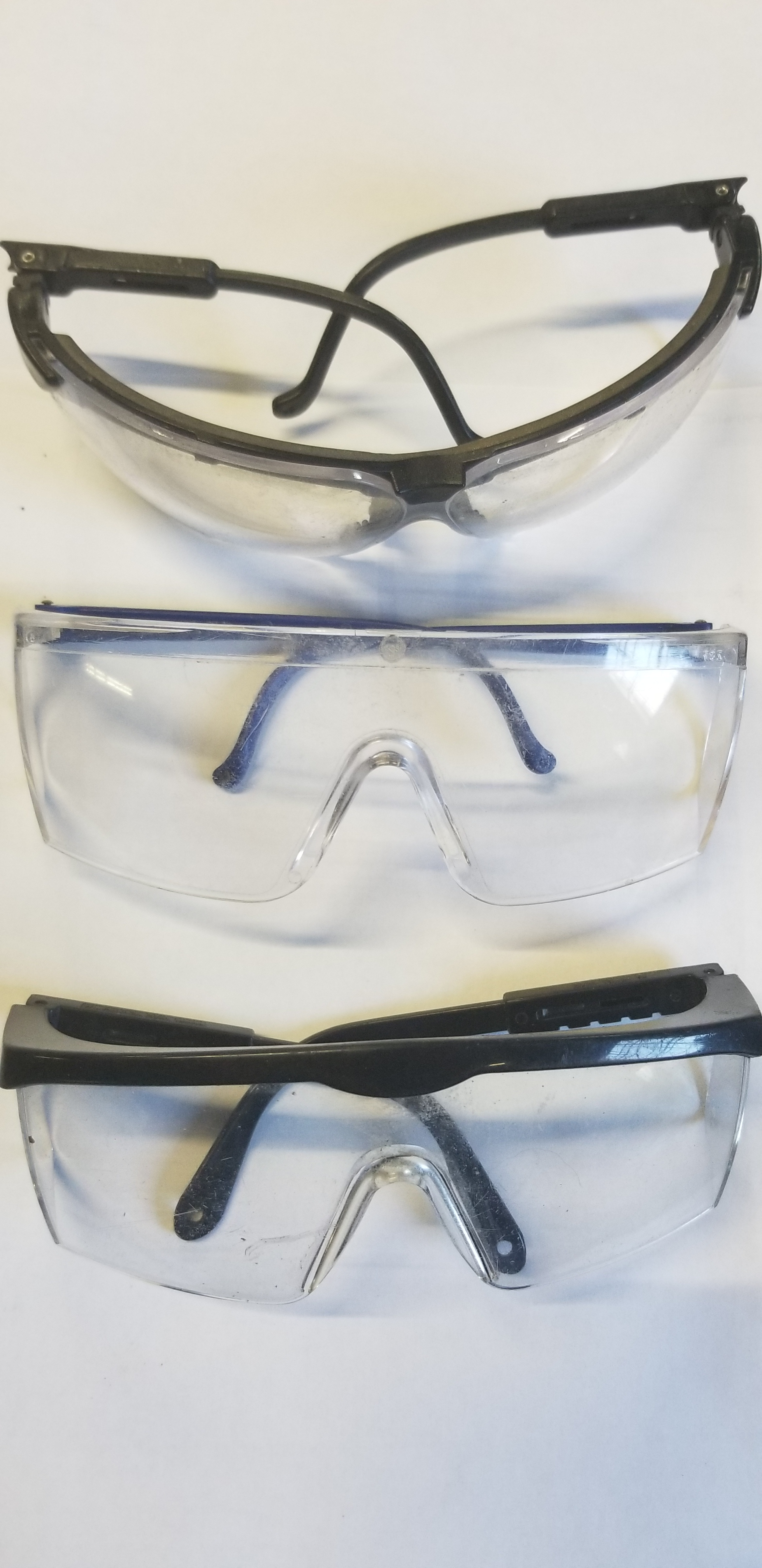
Gafas que cumplen con la norma Z87.1.

- La norma ANSI para la protección ocular es Z87.1, que otorga a las gafas una clasificación específica de resistencia al impacto. Esta norma se utiliza habitualmente para gafas de taller, gafas de tiro y muchos otros ejemplos de gafas protectoras. Si bien la ley federal de los Estados Unidos exige el cumplimiento de esta norma,[12] la ANSI no la pone a disposición de forma gratuita, ya que cobra 65 dólares por leerlo en formato PDF.[13]
- Tamaños de papel ANSI (ANSI/ASME Y14.1).(véase también Formato de papel).

## Connotaciones de la palabra ANSI

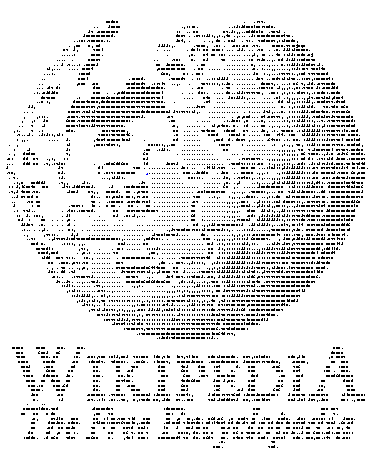
Ejemplo de arte ASCII.

El Arte ASCII, el cual es coloreado o animado a partir de unos códigos de control denominados secuencias X3.64 que se reciben en un terminal ANSI, está relacionado comúnmente con el arte ANSI. Este fue muy popular en los foros de internet a lo largo de las décadas de 1980 y 1990.
ANSI es uno de los conjuntos de estándares más utilizados. En primer lugar, gracias a la fuerte política y economía estadounidenses y su penetración en el mercado exterior. Debido a su amplia aplicación, ISO ha adoptado ciertos elementos de estándars ANSI como internacionales. Sin embargo, las diferencias entre ANSI y algunas normas no americanas ( p. ej. ISO, JUS, DIN, GOSP... ), son más notorias en los sectores de la construcción y la construcción y la ingeniería. Las diferencias en la documentación técnica son características, principalmente debido al uso de diferentes unidades de medida. Mientras que ANSI prescribe el uso de pulgadas y la visualización desde la derecha, ISO prescribe el uso de milímetros (Sistema Internacional de Unidades) y la visualización desde la izquierda. También existen diferentes formas de colocar números y líneas de alzado, así como los alzados propiamente dichos.